# Meyerius immutatus
Meyerius immutatus är en spindeldjursart som först beskrevs av van der Merwe 1968.  Meyerius immutatus ingår i släktet Meyerius och familjen Phytoseiidae. Inga underarter finns listade i Catalogue of Life.